# Physocleora strigatimargo
Physocleora strigatimargo là một loài bướm đêm trong họ Geometridae.